# Gisela Mota Ocampo
Gisela Raquel Mota Ocampo (13 de março de 1982 – 2 de janeiro de 2016) foi uma política mexicana afiliada no Partido da Revolução Democrática.